# محاكمة التلمود
محاكمة التلمود (بالإنجليزية: Talmud trial)‏ هي محاكمة جرت في فرنسا في عام 1240 في عهد الملك لويس التاسع. جاءت هذه المحاكمة نتيجة لعمل نيكولاس دونان، وهو يهودي اعتنق المسيحية. ترجم هذا العالم التلمود مبينا خمسا وثلاثين مقطعا منه تسيء إلى مريم وعيسى عليهما السلام وإلى الديانة المسيحية. عرض هذا اليهودي عمله على البابا غريغوري التاسع. دافع عن التلمود خلال هذه المحاكمة أربعة رهبان يهود ضد اتهامات دونان.

## المتحاكمون
بدأت المحاكمة في 12 يوليو عام 1240. مثل نيكولاس دونان الجانب المسيحي، عضوا في الفرنسيسكانية.

## الحكم
أُصدر الحكم في عام 1242 م قاضيا بحرق عدد كبير من النصوص المقدسة لدى اليهود.